# Guglielmo De Sanctis

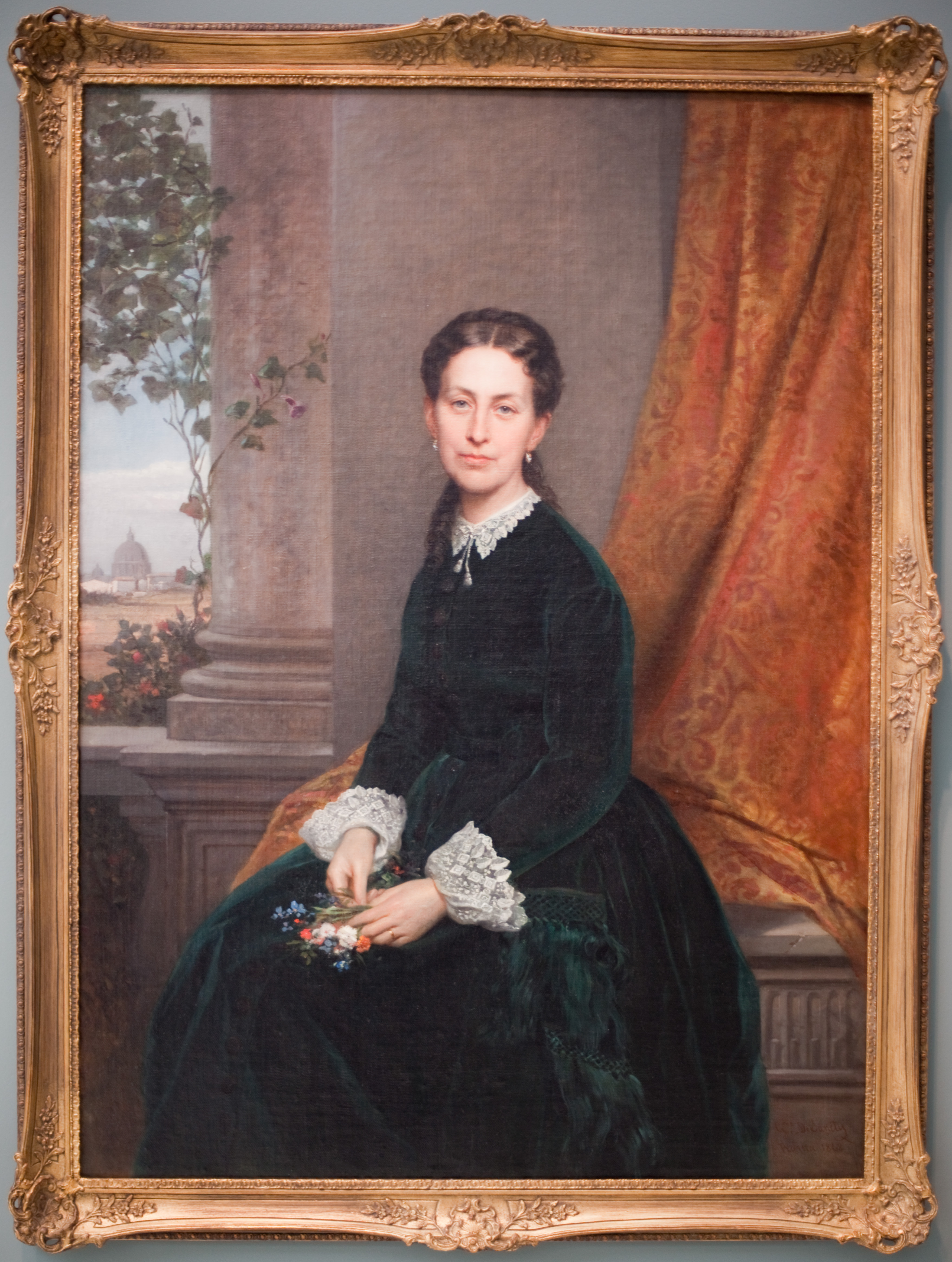
Porträtt av Mrs. Cleveland (1868).

Guglielmo De Sanctis, född den 8 mars 1829 i Rom, död 1911, var en italiensk målare.

## Biografi
De Sanctis började redan som barn teckna, men utan god ledning. Undervisningen vid akademien San Luca snarare missledde honom än var honom gagnelig. I Tommaso Minardis ateljé gjorde sedan den unge mannen snabba framsteg. Där satte han sig in i klärobskyrens detaljer och erhöll den första utbildningen i färgbehandling, mer grundad på studiet av de gamla mästarna än på iakttagelser av naturen. Även de tekniska principerna var mer doktrinära än praktiska. Han var övertygad (och denna övertygelse behöll han), att den religiösa målningen grundade sig på nästan oföränderliga lagar: därför sökte han inte det nya, utan förälskade sig i de gamles mystiska enkelhet. De bästa proven på denna hans riktning är några kompositioner över ämnen ur den heliga historien, vilka han utarbetade som modeller till några fönsterglasmålningar för ett kloster i Le Mans i Frankrike. I dessa målningar inlade De Sanctis hela sin själ. 
Emellertid gjorde han bekantskap med två av målarkonstens ypperste idkare, Bernardo Celentano och Cesare Fracassini, och deras inflytande röjer sig i hans båda stora historiska tavlor "Michelangelo och Ferruccio" samt "Galileo". Den förra exponerades 1865 i Florens och förskaffade honom flera utmärkelser, förutom en beställning av Viktor Emanuel på en tavla. Han ägnade sig emellertid särskilt åt porträttmålning. Bland hans främsta arbeten i denna riktning kan nämnas: Gino Capponi, Cesare Cantu, Aleardo Aleardi och Longfellow samt Italiens dåvarande kungafamilj. 
De Sanctis var även en fint bildad skriftställare. Han författade ett par minnesskrifter med anledning av sina kolleger Fracassinis och Celentanos död, varjämte han skrev ett företal till sin lärare Minardis levnadsteckning. Andra litterära arbeten av honom är: en 
monografi över hans vän Aleardo Aleardi samt åtskilliga reseanteckningar, där han bland annat meddelade flera anekdoter om tonsättaren Rossini, med vilken han stod på vänskaplig fot.